# Reredorter
Un reredorter ou necessarium est une latrine commune des monastères médiévaux d'Europe occidentale ainsi que plus tard également dans certains monastères du Nouveau Monde.

## Étymologie
Le mot est composé de « dorter » et du préfixe moyen anglais « rere- », issu de l'anglo-français « rere » (« en arrière, derrière »), du latin « retro ». Il a été inventé au XIXe siècle ; le terme médiéval est « necessarium » (lieu de nécessité).

## Caractéristique
Le reredorter est normalement rattaché à l'extrémité sud ou à l'est du dortoir des moines, ou « dorter », à l'est du cloître principal, c'est-à-dire à l'extrémité opposée à l'église, avec des sièges disposés au premier étage du bâtiment permettant un accès direct depuis le dortoir. Les déchets tombaient dans des goulottes ou entre les murs (jusqu'à 7 mètres) et étaient généralement évacués par un ruisseau, une rivière ou un conduit ; la disponibilité d'un ruisseau approprié était souvent un facteur déterminant dans le choix de l'emplacement d'un monastère, et certains monastères ont des plans d'aménagement inhabituels pour permettre à des installations telles que le reredorter d'avoir accès à l'eau.
Des techniques hydrauliques sophistiquées ont été utilisées à l'abbaye de Cîteaux, à l'abbaye de Roche et au Désert carmélite de los Leones, au Mexique, pour garantir la fraîcheur de l'eau dans ces salles et éviter que les effluents ne polluent l'eau nécessaire à la cuisine et à la toilette. Il semble qu'il y ait eu autant de sièges que de moines, séparés par des cloisons et chacun doté d'une fenêtre.
Dans certains monastères, il y avait deux reredorters, l'un pour les moines, l'autre pour les frères convers. Le reredorter des frères convers se trouvait le plus souvent à l'ouest du cloître, rattaché à leur dortoir, comme celui des moines. On en trouve un exemple à l'abbaye de Valle Crucis, à Clwyd.